# Región de Abu Dhabi
Este artículo trata sobre la región central del emirato de Abu Dhabi. Para la ciudad, véase Abu Dhabi. Para el emirato, véase Abu Dabi (emirato).
La Región de Abu Dhabi (en árabe: مِنْطَقَة أَبُو ظَبِي‎, romanizado: Minṭaqat Abū Ẓabī ), también conocida como Distrito Capital Central de Abu Dhabi y Área Metropolitana de Abu Dhabi, es la región municipal en el Emirato de Abu Dhabi en Emiratos Árabes que contiene la ciudad de Abu Dhabi. La ciudad de Abu Dhabi es la capital tanto del Emirato como de los Emiratos Árabes Unidos, y tiene su propio gobierno local.
Además de la ciudad y la isla de Abu Dhabi, la región contiene asentamientos cercanos como Al-Bahiyah, Mussafah, la ciudad de Khalifa y Mohammed Bin Zayed City, y las islas cercanas como Al-Aryam y Al-Saadiyat. Khalifa City está cerca del Aeropuerto Internacional de Abu Dhabi, y Mafraq y Mussafah son áreas industriales, este último con un puerto marítimo. Como tal, la región es económicamente importante.
Los asentamientos de la región son los siguientes:
- Abu Dhabi (asentamiento principal)
- Abu al Abyad
- Isla Al-Aryam
- Al Bandar
- Al-Bahiyah[7]
- Isla Al Lulu
- Isla Al Maryah
- Al Rahah
- Isla Al Reem
- Al Samhah
- Al-Shahamah[7]
- Al-Wathbah[7]
- Bani Yas
- Isla Dalma
- Ghantoot
- Halat al Bahrani
- Isla Jubail
- Zona industrial de Khalifa
- Puerto Khalifa
- Masdar
- Mina Zayed[7]
- Mussafah
- Isla de Saadiyat[7]
- Isla de Yas[7]